# Oxydia caliginosa
Oxydia caliginosa là một loài bướm đêm trong họ Geometridae.